# 3-idrossiantranilato 4-C-metiltransferasi
La 3-idrossiantranilato 4-C-metiltransferasi è un enzima appartenente alla classe delle transferasi, che catalizza la seguente reazione:
S-adenosil-L-metionina + 3-idrossiantranilato ⇄ S-adenosil-L-omocisteina + 3-idrossi-4-metilantranilato
L'enzima è coinvolto nella biosintesi dell'antibiotico actinomicina in Streptomyces antibioticus.